# Santa María Regla
Santa María Regla är en ort i Mexiko.   Den ligger i kommunen Huasca de Ocampo och delstaten Hidalgo, i den sydöstra delen av landet, 110 km nordost om huvudstaden Mexico City. Santa María Regla ligger 1 990 meter över havet och antalet invånare är 231.
Terrängen runt Santa María Regla är huvudsakligen kuperad, men åt sydost är den platt. Runt Santa María Regla är det ganska tätbefolkat, med 93 invånare per kvadratkilometer. Närmaste större samhälle är Mineral del Monte, 16,1 km sydväst om Santa María Regla. I omgivningarna runt Santa María Regla växer i huvudsak blandskog.